# Бакеевский сельсовет (Стерлибашевский район)
Бакеевский сельсовет — муниципальное образование в Стерлибашевском районе Башкортостана.
Административный центр — село Бакеево.

## История
Согласно Закону о границах, статусе и административных центрах муниципальных образований в Республике Башкортостан имеет статус сельского поселения.

## Население
| 2002 | 2009 | 2010 | 2012 | 2013 | 2014 | 2015 |
| ---- | ---- | ---- | ---- | ---- | ---- | ---- |
| 851  | ↘837 | ↘642 | ↘619 | ↘609 | ↘582 | ↘574 |
| 2016 | 2017 | 2018 |      |      |      |      |
| ↘563 | ↘557 | ↘542 |      |      |      |      |

## Состав сельского поселения
| № | Населённый пункт | Тип населённого пункта       | Население |
| - | ---------------- | ---------------------------- | --------- |
| 1 | Бакеево          | село, административный центр | ↘507      |
| 2 | Новониколаевка   | деревня                      | ↘71       |
| 3 | Борисовка        | деревня                      | ↘35       |
| 4 | Нижние Карамалы  | деревня                      | ↘29       |

## Известные уроженцы
- Антошкин, Евгений Порфирьевич (род. 1932) — советский работник добывающей отрасли, экскаваторщик, Герой Социалистического Труда (1971)[15].